# Fino del Monte
Fino del Monte – miejscowość i gmina we Włoszech, w regionie Lombardia, w prowincji Bergamo.
Według danych na styczeń 2009 gminę zamieszkiwało 1159 osób przy gęstości zaludnienia 263,4 os./1 km².